# Bahnhof Jessore Junction
Der Bahnhof Jessore Junction  (englisch Jashore Junction railway station, bengalisch যশোর জংশন রেলওয়ে স্টেশন) (IATA-Bahnhofs-Code JS) ist ein Bahnhof in Jessore, Khulna Division, Bangladesch. Der Bahnhof ist der Hauptbahnhof von Jessore und ist durch die Bahnstrecke Darshana–Jessore–Khulna und die Bahnstrecke Dhaka–Jessore mit Khulna, Dhaka und dem indischen Kolkata verbunden.